# Commedia all'italiana
(Mario Monicelli)

Stefania Sandrelli e Marcello Mastroianni in Divorzio all'italiana di Pietro Germi (1961)

Commedia all'italiana è il termine con il quale viene indicato un filone cinematografico sorto in Italia nel corso degli anni cinquanta del Novecento e sviluppatosi nei successivi anni sessanta e settanta. L'espressione fu coniata parafrasando il titolo di uno dei più grandi successi dei primi anni di questo genere cinematografico, il film Divorzio all'italiana del regista Pietro Germi.

## Caratteristiche e protagonisti

### Legami con il neorealismo
Più che un vero e proprio genere, come potrebbe essere il western o il thriller, il termine indica un periodo in cui in Italia venivano prodotte principalmente commedie brillanti, ma con dei contenuti comuni come la satira di costume e l'ambientazione preferibilmente borghese, spesso caratterizzate da una sostanziale amarezza di fondo, che stempera i contenuti comici.
Il genere della commedia all'italiana si discosta infatti nettamente dalla commedia leggera e disimpegnata e dal filone del cosiddetto «neorealismo rosa», in voga fino a tutti gli anni cinquanta poiché, partendo dalla lezione del neorealismo, si basa su una scrittura più schiettamente aderente alla realtà; pertanto, accanto alle situazioni comiche e agli intrecci tipici della commedia tradizionale, affianca sempre, con ironia, una pungente e talvolta amara satira di costume, che riflette l'evoluzione della società italiana di quegli anni. Sono per l'Italia gli anni del boom economico, cui faranno seguito quelli delle conquiste sociali, in cui ebbe luogo un mutamento radicale della mentalità e anche del costume sessuale degli italiani, la nascita di un nuovo rapporto con il potere e con la religione, la ricerca di nuove forme di emancipazione economica e sociale, nel mondo del lavoro, della famiglia e nel matrimonio, tutte tematiche che si rintracciano nei film appartenenti a questo filone. La commedia all'italiana arriverà persino a toccare, nel corso degli anni settanta, tematiche di attualità sociale più complesse, con opere dal sottofondo tendenzialmente drammatico (ad esempio Detenuto in attesa di giudizio di Nanni Loy o Un borghese piccolo piccolo di Mario Monicelli).

### Interpreti e registi di talento
Il successo dei film appartenenti al genere "commedia all'italiana" è dovuto sia alla presenza di un'intera generazione di grandi interpreti, che seppero incarnare magistralmente i vizi (tanti) e le virtù (poche), i tentativi di emancipazione ma anche gli involgarimenti degli italiani dell'epoca, sia all'attento lavoro di registi, soggettisti e sceneggiatori, che inventarono un vero e proprio genere, dalle connotazioni essenzialmente nuove, riuscendo a reperire prezioso materiale per le proprie creazioni cinematografiche fra le pieghe di una società in rapida evoluzione e dalle molte contraddizioni.
Fra i precursori della Commedia all'italiana vanno senz'altro inclusi due grandi attori del Novecento: Aldo Fabrizi, che anticipò il genere con alcuni fortunati film dei primi anni cinquanta, e Totò, antesignano della Commedia all'italiana con il popolare filone di "Totò e Peppino" in cui appariva come spalla di lusso un altro mostro sacro della comicità napoletana: Peppino De Filippo. I due attori, oltre ad interpretare ruoli di protagonisti in un gran numero di lungometraggi del genere, lasciarono un segno indelebile, in qualità di ospiti d'onore, in alcuni capolavori del tempo: Totò ad esempio in I soliti ignoti (1958) e Peppino de Filippo nell'episodio felliniano Le tentazioni del dottor Antonio in Boccaccio '70 (1962).

I soliti ignoti (1958)

Tra gli attori, oltre ai già citati Totò e Aldo Fabrizi, i principali rappresentanti sono indiscutibilmente Alberto Sordi, Ugo Tognazzi, Vittorio Gassman, Marcello Mastroianni e Nino Manfredi, mentre fra le attrici Monica Vitti è stata l'unica in grado di tenere effettivamente loro testa. Gli interpreti di alto livello che operano nel genere sono tuttavia numerosi. Fra questi non possiamo non ricordare: Sophia Loren, Gina Lollobrigida, Claudia Cardinale, Vittorio De Sica, Franco Franchi e Ciccio Ingrassia, Raimondo Vianello, Gino Cervi, Walter Chiari, Aroldo Tieri, Franca Valeri, Stefania Sandrelli, Gastone Moschin, Silvana Mangano, Carla Gravina, Adolfo Celi, Carlo Giuffré, Aldo Giuffré, Lando Buzzanca. Successivamente (a partire dalla fine degli anni sessanta e inizio del decennio successivo), Paolo Villaggio, Gigi Proietti, Giancarlo Giannini, Michele Placido, Laura Antonelli, Stefano Satta Flores, Mariangela Melato, oltre a un'infinità di eccellenti caratteristi e comprimari, fra i quali vanno senz'altro ricordati Gianni Agus, Tiberio Murgia, Carlo Pisacane (meglio ricordato come "Capannelle"), Renato Salvatori, Mario Carotenuto, Memmo Carotenuto, Tina Pica, Marisa Merlini, Ave Ninchi, Carlo Delle Piane, Leopoldo Trieste, Giacomo Furia, Luigi Pavese e Raffaele Pisu. Anche grandi attori tendenzialmente drammatici, come Gian Maria Volonté, Enrico Maria Salerno e Salvo Randone, si sono talvolta cimentati con successo nella commedia all'italiana. Molti anche gli interpreti stranieri che sono stati spesso protagonisti o coprotagonisti in film appartenenti al genere della commedia all'italiana, fra i quali: Catherine Spaak, Louis de Funès, Fernandel, Sylva Koscina, Bernard Blier, Mario Adorf, Tomas Milian, Philippe Noiret, Senta Berger, Jean-Louis Trintignant, Claudine Auger, Ann-Margret e Dustin Hoffman.
Tra i registi, oltre ai già menzionati Pietro Germi, Nanni Loy e Mario Monicelli, si segnalano Luigi Comencini, Steno, Vittorio De Sica, Pasquale Festa Campanile, Antonio Pietrangeli, Lina Wertmüller, Ettore Scola, Luigi Zampa, Luigi Magni, Dino Risi, Camillo Mastrocinque, Luciano Salce, Sergio Corbucci e tra gli sceneggiatori Age e Scarpelli, Rodolfo Sonego, Sergio Amidei, Piero De Bernardi e Leo Benvenuti e Suso Cecchi D'Amico. 
Se si volesse individuare un manifesto del genere, il cui fascino poggia anche, in parte, sull'indeterminatezza di canoni estetici condivisi o comunque agevolmente identificabili, probabilmente ci si potrebbe riferire a tre film su tutti, ossia I mostri di Risi (dove troviamo riuniti Gassman e Tognazzi, che nell'arco dei vari episodi del film si trasformano in una serie di personaggi grotteschi), Il medico della mutua, di Luigi Zampa, e il suo seguito Il prof. dott. Guido Tersilli primario della clinica Villa Celeste convenzionata con le mutue, dove Sordi regna sovrano, e I soliti ignoti di Monicelli, dove Gassman è affiancato da Mastroianni, Totò, e da una carrellata di eccezionali caratteristi. Quest'ultimo film, primo in ordine cronologico fra quelli menzionati (1958), è considerato da molti critici, per ambientazione, tematiche, tipologia dei personaggi e impostazioni estetiche, il punto di inizio della vera e propria Commedia all'italiana.

### Ambientazioni
La commedia all'italiana fu una creazione di Cinecittà e inizialmente venne ambientata spesso a Roma, con attori romani o, ancor più spesso, romani d'adozione (ad esempio, Gassman, nato a Genova, si trasferì a Roma giovanissimo, Tognazzi, cremonese, fece i suoi primi passi nell'avanspettacolo della capitale, Mastroianni e Manfredi, originari entrambi dell'attuale Provincia di Frosinone, si formarono artisticamente nella Città eterna). Del resto la vita pubblica italiana dell'epoca era prevalentemente accentrata nella capitale, dove furoreggiava ancora Via Veneto, con i suoi caffè frequentati da artisti, attori, avventurieri e fotografi (i cosiddetti "paparazzi"), i quali resero famosa nel mondo la vita mondana del bel mondo capitolino.
D'altronde, anche una grande e operosa città come Milano per tutti gli anni cinquanta sembrò restare quasi in disparte, percepita più come centro di affari e lavoro che non di avvenimenti mondani, salvo tornare ad un ruolo di primo piano con il boom economico degli anni sessanta.
Fra gli interpreti più genuinamente romani va ricordato Alberto Sordi che, in oltre 140 opere cinematografiche, ha finito per incarnare, forse meglio di qualsiasi altro, la propria città di origine, dando vita a una vasta gamma di personaggi rappresentativi di situazioni e tematiche della società del tempo.

C'eravamo tanto amati di Ettore Scola (1974)

Tuttavia, sebbene l'ambientazione romana sia stata molto frequente, il genere ha sempre rappresentato la società italiana nelle sue più diverse sfaccettature e moltissimi film ascrivibili al genere furono quindi ambientati in altre importanti realtà urbane italiane (ricordiamo a tale proposito la Napoli di Pasqualino Settebellezze o di Operazione San Gennaro, la Firenze di Amici miei, la Milano de Il vedovo o di Romanzo popolare ecc.) o nel microcosmo della piccola provincia italiana (ad esempio il Veneto de Il commissario Pepe e di Signore & signori, o la Sicilia di Divorzio all'italiana, la cittadina lombarda de Il maestro di Vigevano o il paese marchigiano di Straziami, ma di baci saziami e la Ascoli di Alfredo, Alfredo).
Non sono mancati poi, già dagli anni sessanta, numerosi film che ritraggono gli italiani alle prese con il resto del mondo, a cominciare dalle figure degli emigranti all'estero: quello emigrato in Svizzera, interpretato da Nino Manfredi in Pane e cioccolata, o in Australia, interpretato da Alberto Sordi in Bello, onesto, emigrato Australia sposerebbe compaesana illibata. Italiani all'estero si ritrovano, nelle più diverse situazioni anche in La ragazza con la pistola, Riusciranno i nostri eroi a ritrovare l'amico misteriosamente scomparso in Africa?, Il diavolo, Fumo di Londra, Un italiano in America, Una moglie americana, Anastasia mio fratello ovvero il presunto capo dell'Anonima Assassini, e molti altri.
Non infrequenti anche le commedie nelle quali l'ambientazione italiana è trasposta in diversi contesti storici. Dal medioevo di Mario Monicelli in L'Armata Brancaleone e Brancaleone alle crociate, alla Roma papalina del Risorgimento di Luigi Magni in Nell'anno del Signore e In nome del Papa Re, ai numerosi film che ritraggono gli italiani alle prese con le peripezie negli anni del regime fascista e della Seconda guerra mondiale, come Il federale, Gli anni ruggenti, C'eravamo tanto amati, I due marescialli, Tutti a casa, o anche Polvere di stelle, storia di una scalcinata compagnia d'avanspettacolo alle prese con i capovolgimenti dell'8 settembre 1943, e molti altri film.

## Successo e declino

### L'ascesa di un genere di successo
Il genere ha avuto grandissima fortuna per oltre vent'anni: dalla fine degli anni cinquanta alla fine degli anni settanta. Nel suo momento culminante, soprattutto attorno alla seconda metà degli anni sessanta, le migliori commedie all'italiana si trovarono frequentemente in testa alle classifiche degli incassi, non soltanto in Italia, ma anche in diversi altri paesi europei. Il successo in alcuni casi fu tale che permise ad attori come Sophia Loren, Walter Chiari, Vittorio Gassman, Gina Lollobrigida, Virna Lisi di tentare delle esperienze cinematografiche anche ad Hollywood. Il genere, infatti, insieme al neorealismo e agli spaghetti western, è stato l'unico a poter essere esportato con successo ed essere apprezzato anche all'estero, nonostante il fatto che le situazioni e i contesti rappresentati fossero talvolta così tipicamente "italiani" da non essere sempre pienamente percepiti dal pubblico straniero.
In alcuni casi, per i particolari temi trattati, anche di rilevante attualità sociale, alcune commedie all'italiana hanno non solo suscitato all'epoca grande scalpore, ma hanno persino contribuito ad animare il dibattito sulle tematiche proposte. È il caso ad esempio de Il medico della mutua, sui meccanismi del sistema sanitario italiano, o Detenuto in attesa di giudizio, sul sistema giudiziario e carcerario, o Divorzio all'italiana, sulla legge riguardante il delitto d'onore.
Sia pure a distanza di molti anni, persino Hollywood ha riscoperto alcune commedie all'italiana, traendone dei remake più o meno riusciti. È il caso ad esempio di Sette criminali e un bassotto di Eugene Levy, remake del corale Crimen di Mario Camerini, o di Crackers di Louis Malle e Welcome to Collinwood di Anthony e Joe Russo, con George Clooney, entrambi remake de I soliti ignoti, o Travolti dal destino di Guy Ritchie, remake di Travolti da un insolito destino nell'azzurro mare d'agosto, oltre che del più famoso Scent of a Woman - Profumo di donna di Martin Brest, interpretato da Al Pacino, remake di Profumo di donna.

### Il declino

Amici miei di Mario Monicelli (1975)

Dopo i grandi successi di pubblico e riconoscimenti della critica, il genere della commedia all'italiana iniziò a declinare attorno alla fine degli anni settanta, per esaurirsi quasi completamente all'inizio del decennio successivo, complice la scomparsa, in quegli anni e nel periodo immediatamente precedente, di alcuni dei suoi protagonisti più carismatici (è il caso ad esempio di Vittorio De Sica, Totò, Peppino De Filippo, Pietro Germi, Antonio Pietrangeli, Gino Cervi, Tina Pica, Camillo Mastrocinque), l'inevitabile invecchiamento di tutta una generazione di registi e attori che ne era stata l'artefice nei primi fortunati anni e, soprattutto, il mutare delle condizioni socio-economiche e politiche dell'Italia del tempo.
Il progressivo inasprimento dello scontro sociale e politico in Italia negli anni settanta, con l'irruzione del terrorismo, della crisi economica, e di un diffuso senso di insicurezza, finì infatti per spegnere quella spinta al sorriso ironico che era stata la caratteristica dominante della Commedia all'italiana negli anni migliori, sostituita poco alla volta da una visione sempre più cruda e drammatica della realtà.
Già nel 1975, Mario Monicelli, con il suo Amici miei, imprime in tal senso una svolta fondamentale alla commedia: scompaiono definitivamente il lieto fine e il finale leggero, i personaggi rimangono comici ma diventano amari e patetici, in un'atmosfera di generale amarezza e disincanto. Ancora oltre, fra il 1977 e il 1980, sembrano spingersi alcuni dei migliori film del periodo, come Un borghese piccolo piccolo o La terrazza, da molti critici considerati fra gli ultimi ascrivibili a pieno titolo nel genere della "commedia all'italiana", che segnano una inversione piuttosto decisa dal comico al drammatico nel primo caso, e dal comico ad un'amara riflessione storico-culturale nel secondo. La terrazza in particolare, del 1980, costituisce secondo alcuni critici il limite estremo cui giunge la commedia all'italiana.

## La commediasexy
Parallelamente, nel corso degli anni settanta, si andò sviluppando, nell'ambito della commedia all'italiana, un sottogenere più disimpegnato, di pura farsa, la cosiddetta commedia sexy all'italiana, di facile presa sul pubblico, grazie anche alle frequenti scene scollacciate, ma quasi sempre considerata di un livello estetico e contenutistico insoddisfacente, dove la critica alla società del tempo è molto più sfumata, o talvolta totalmente assente. La commedia sexy, con i suoi attori più rappresentativi, fra cui Lino Banfi, Pippo Franco, Lando Buzzanca, Renzo Montagnani, Carlo Giuffré, Aldo Maccione, Gianfranco D'Angelo, Mario Carotenuto, Edwige Fenech, Barbara Bouchet, Laura Antonelli, Gloria Guida, Anna Maria Rizzoli, Nadia Cassini, supportati da valide spalle quali Alvaro Vitali, Bombolo ed Enzo Cannavale, ha ricevuto tuttavia, in anni recenti (dal 2000 circa) una sorta di riabilitazione. Tale valorizzazione ha posto in luce come, dietro l'evidente trivialità delle situazioni proposte, sia presente non più una critica alla società ma una sua "messa in scena", mediante una cruda registrazione di vizi e difetti della borghesia italiana, dove la volontà di denuncia è rimasta soffocata dal malcostume e dall'edonismo in voga in quegli anni: non a caso tali film hanno avuto il loro momento di maggior successo tra la fine degli anni settanta e l'inizio degli anni ottanta.

## Evoluzioni successive
Il genere della "Commedia all'italiana" in senso lato, sia pure con caratteristiche ormai profondamente diverse da quelle degli anni cinquanta-settanta, ha ritrovato un suo spazio nel panorama cinematografico italiano all'inizio degli anni ottanta con autori come Carlo Verdone, Nanni Moretti, Maurizio Nichetti, Roberto Benigni, Francesco Nuti, Alessandro Benvenuti e Massimo Troisi. A partire dagli anni novanta si segnalano i lungometraggi di Gabriele Salvatores, Paolo Virzì, Francesca Archibugi, Daniele Luchetti e Silvio Soldini, a cui si uniscono commedie più disimpegnate come quelle di Leonardo Pieraccioni, Vincenzo Salemme, Giovanni Veronesi e altri ancora. Questi artisti rappresentano gli eredi ideali del genere cinematografico, anche se per la maggioranza dei critici la vera e propria "commedia all'italiana" è da considerarsi ormai definitivamente tramontata fin dagli inizi degli anni ottanta, lasciando il posto, tutt'al più, a una "commedia italiana": eccessive sarebbero le differenze stilistiche tra i vari autori, tali da poter rintracciare una "scuola" comune, e troppo diverse ormai anche le condizioni socio-culturali rispetto alle quali il cinema italiano attuale si confronta, perché si possa pensare ad una continuità con il periodo in cui tale genere nacque e si sviluppò (1958 - 1980/1982 circa). Non a caso il termine stesso di "commedia all'italiana" identifica ormai unanimemente un'epoca che, salvo rare eccezioni, non va oltre i primi anni ottanta, tanto che, da allora in poi, non è stato quasi mai utilizzato da critici e giornalisti per etichettare commedie di nuova produzione.

## Opere rappresentative

### 1950-1960
- Guardie e ladri, 1951, di Mario Monicelli e Steno con Totò e Aldo Fabrizi.
- Un giorno in pretura, 1953, di Steno con Alberto Sordi, Peppino De Filippo, Silvana Pampanini, Sophia Loren.
- Un americano a Roma, 1954, di Steno con Alberto Sordi.
- La banda degli onesti, 1956, di Camillo Mastrocinque con Totò, Peppino De Filippo, Giacomo Furia
- I soliti ignoti, 1958, di Mario Monicelli con Vittorio Gassman, Marcello Mastroianni, Renato Salvatori, Totò.
- La grande guerra, 1959, di Mario Monicelli con Vittorio Gassman, Alberto Sordi.
- Il vedovo, 1959, di Dino Risi con Alberto Sordi e Franca Valeri.
- Audace colpo dei soliti ignoti, 1959, di Nanny Loy con Vittorio Gassman, Renato Salvatori, Nino Manfredi, Carlo Pisacane.
- I tartassati, 1959, di Steno, con Totò, Aldo Fabrizi, Louis De Funes
- Arrangiatevi, 1959, di Mauro Bolognini, con Totò, Peppino De Filippo, Franca Valeri, Laura Adani, Vittorio Caprioli.
- Tutti a casa, 1960, di Luigi Comencini con Alberto Sordi, Serge Reggiani.
- Adua e le compagne, 1960, di Antonio Pietrangeli con Simone Signoret, Marcello Mastroianni, Sandra Milo.
- Risate di gioia, 1960, di Mario Monicelli con Totò, Anna Magnani, Ben Gazzara.
- Il mattatore, 1960, di Dino Risi con Vittorio Gassman, Peppino De Filippo, Anna Maria Ferrero, Dorian Gray.
- Crimen, 1960, di Mario Camerini con Alberto Sordi, Vittorio Gassman, Nino Manfredi, Silvana Mangano.
- Il vigile 1960, di Luigi Zampa, con Alberto Sordi, Vittorio De Sica.

### 1960-1970
- Divorzio all'italiana, 1961, di Pietro Germi con Marcello Mastroianni, Daniela Rocca, Stefania Sandrelli, Leopoldo Trieste.
- Fantasmi a Roma, 1961, di Antonio Pietrangeli con Marcello Mastroianni, Sandra Milo, Eduardo De Filippo, Vittorio Gassman.
- Il federale, 1961, di Luciano Salce con Ugo Tognazzi.
- Una vita difficile, 1961, di Dino Risi con Alberto Sordi, Lea Massari
- L'onorata società, 1961, di Riccardo Pazzaglia con Franco Franchi, Ciccio Ingrassia, Vittorio De Sica.
- A cavallo della tigre, 1961, di Luigi Comencini con Nino Manfredi, Mario Adorf, Gian Maria Volonté.
- Leoni al sole (1961), di Vittorio Caprioli con Vittorio Caprioli, Carlo Giuffré, Philippe Leroy
- I due marescialli, 1961, di Sergio Corbucci con Totò, Vittorio De Sica, Gianni Agus.
- Il sorpasso, 1962, di Dino Risi con Vittorio Gassman e Jean-Louis Trintignant.
- La voglia matta, 1962, di Luciano Salce con Ugo Tognazzi e Catherine Spaak.
- Gli anni ruggenti, 1962, di Luigi Zampa con Nino Manfredi e Gino Cervi
- Boccaccio '70, 1962, di Mario Monicelli, Federico Fellini, Luchino Visconti, Vittorio De Sica, con Marisa Solinas, Germano Gilioli, Peppino De Filippo, Anita Ekberg, Tomas Milian, Romy Schneider, Romolo Valli, Sophia Loren
- Ieri, oggi, domani 1963, di Vittorio De Sica con Sophia Loren, Marcello Mastroianni.
- La parmigiana, 1963, di Antonio Pietrangeli con Nino Manfredi, Catherine Spaak, Didi Perego, Lando Buzzanca.
- Il boom, 1963, di Vittorio De Sica con Alberto Sordi, Gianna Maria Canale, Ettore Geri.
- Una storia moderna - L'ape regina, 1963, di Marco Ferreri con Ugo Tognazzi e Marina Vlady.
- I mostri, 1963, di Dino Risi con Ugo Tognazzi e Vittorio Gassman.
- Il diavolo, 1963, di Gian Luigi Polidoro con Alberto Sordi
- Il maestro di Vigevano, 1963, di Elio Petri con Alberto Sordi, Claire Bloom
- Il magnifico cornuto, 1964, di Antonio Pietrangeli con Ugo Tognazzi e Claudia Cardinale.
- Sedotta e abbandonata, 1964, di Pietro Germi con Saro Urzì, Leopoldo Trieste, Stefania Sandrelli.
- La donna scimmia, 1964, di Marco Ferreri con Ugo Tognazzi, Annie Girardot.
- Matrimonio all'italiana, 1964, di Vittorio De Sica con Marcello Mastroianni, Sophia Loren.
- I complessi, 1965, di Luigi Filippo D'Amico, Dino Risi, Franco Rossi con Nino Manfredi, Ugo Tognazzi, Alberto Sordi.
- Io la conoscevo bene, 1965, di Antonio Pietrangeli con Stefania Sandrelli, Nino Manfredi, Enrico Maria Salerno, Ugo Tognazzi.
- L'ombrellone, 1965, di Dino Risi, con Enrico Maria Salerno e Sandra Milo.
- Made in Italy, 1965, di Nanni Loy con Lando Buzzanca, Walter Chiari, Aldo Fabrizi, Catherine Spaak, Sylva Koscina, Nino Manfredi, Peppino De Filippo, Alberto Sordi, Anna Magnani, Virna Lisi
- Una moglie americana, 1965, di Gian Luigi Polidoro con Ugo Tognazzi, Marina Vlady
- Signore & signori, 1966, di Pietro Germi con Virna Lisi e Gastone Moschin.
- L'armata Brancaleone, 1966, di Mario Monicelli con Vittorio Gassman, Enrico Maria Salerno e Gian Maria Volonté.
- Operazione San Gennaro, 1966, di Dino Risi con Nino Manfredi, Senta Berger, Totò
- Fumo di Londra, 1966, di Alberto Sordi con Alberto Sordi, Fiona Lewis
- Un italiano in America, 1967, di Alberto Sordi con Alberto Sordi, Vittorio De Sica
- La ragazza con la pistola, 1968, di Mario Monicelli con Monica Vitti e Carlo Giuffré
- Straziami ma di baci saziami, 1968, di Dino Risi con Nino Manfredi e Ugo Tognazzi.
- Capriccio all'italiana, 1968 di Mario Monicelli, Pier Paolo Pasolini, Steno, Mauro Bolognini, Franco Rossi, con Totò, Franco e Ciccio, Walter Chiari.
- Il medico della mutua, 1968, di Luigi Zampa con Alberto Sordi.
- Riusciranno i nostri eroi a ritrovare l'amico misteriosamente scomparso in Africa? 1968, di Ettore Scola con Alberto Sordi, Nino Manfredi, Bernard Blier.
- La matriarca, 1968, di Pasquale Festa Campanile con Catherine Spaak, Jean-Louis Trintignant, Gigi Proietti.
- Il commissario Pepe, 1969, di Ettore Scola con Ugo Tognazzi.
- Nell'anno del Signore, 1969, di Luigi Magni con Nino Manfredi, Claudia Cardinale, Enrico Maria Salerno, Ugo Tognazzi, Alberto Sordi.
- Il prof. dott. Guido Tersilli primario della clinica Villa Celeste convenzionata con le mutue, 1969, di Luciano Salce con Alberto Sordi.
- Amore mio aiutami, 1969, di Alberto Sordi con Alberto Sordi e Monica Vitti.
- Dramma della gelosia (tutti i particolari in cronaca) 1970, di Ettore Scola con Marcello Mastroianni, Monica Vitti, Giancarlo Giannini.
- Brancaleone alle crociate, 1970, di Mario Monicelli con Vittorio Gassman, Paolo Villaggio, Stefania Sandrelli, Adolfo Celi, Lino Toffolo e Gigi Proietti.
- Contestazione generale, 1970, di Luigi Zampa con Nino Manfredi, Vittorio Gassman, Alberto Sordi.

### 1970-1980
- Il merlo maschio, 1971, di Pasquale Festa Campanile con Laura Antonelli e Lando Buzzanca.
- In nome del popolo italiano, 1971, di Dino Risi con Ugo Tognazzi e Vittorio Gassman.
- Bello, onesto, emigrato Australia sposerebbe compaesana illibata, 1971, di Luigi Zampa con Alberto Sordi, Claudia Cardinale.
- Detenuto in attesa di giudizio 1971, di Nanni Loy con Alberto Sordi.
- Mimì metallurgico ferito nell'onore 1972, di Lina Wertmüller, con Giancarlo Giannini, Mariangela Melato.
- Alfredo Alfredo, 1972, di Pietro Germi, con Dustin Hoffman, Stefania Sandrelli, Carla Gravina, Duilio Del Prete.
- Che c'entriamo noi con la rivoluzione? 1972 di Sergio Corbucci, con Vittorio Gassman, Paolo Villaggio.
- Lo scopone scientifico, 1972 di Luigi Comencini con Alberto Sordi, Silvana Mangano, Bette Davis.
- Il sindacalista, 1972 di Luciano Salce con Lando Buzzanca, Renzo Montagnani, Isabella Biagini.
- Vogliamo i colonnelli, 1973, di Mario Monicelli con Ugo Tognazzi, Antonino Faà di Bruno, Camillo Milli.
- Pane e cioccolata, 1973, di Franco Brusati con Nino Manfredi e Anna Karina.
- Polvere di stelle, 1973, di Alberto Sordi con Alberto Sordi, Monica Vitti.
- Film d'amore e d'anarchia - Ovvero "Stamattina alle 10 in via dei Fiori nella nota casa di tolleranza...", 1973, di Lina Wertmüller, con Giancarlo Giannini, Mariangela Melato.
- Anastasia mio fratello, 1973, di Stefano Vanzina con Alberto Sordi, Richard Conte
- Travolti da un insolito destino nell'azzurro mare d'agosto, 1974 di Lina Wertmüller, con Giancarlo Giannini, Mariangela Melato.
- C'eravamo tanto amati, 1974, di Ettore Scola con Vittorio Gassman, Nino Manfredi, Stefania Sandrelli.
- Profumo di donna, 1974, di Dino Risi con Vittorio Gassman, Alessandro Momo, Agostina Belli.
- Romanzo popolare, 1974, di Mario Monicelli con Ugo Tognazzi, Ornella Muti, Michele Placido.
- Finché c'è guerra c'è speranza, 1974, di Alberto Sordi con Alberto Sordi.
- La poliziotta, 1974, di Steno, con Mariangela Melato, Renato Pozzetto.
- Amici miei, 1975, di Mario Monicelli con Ugo Tognazzi, Gastone Moschin, Philippe Noiret, Duilio Del Prete, Adolfo Celi.
- L'anatra all'arancia, 1975, di Luciano Salce, con Ugo Tognazzi, Monica Vitti.
- La mazurka del barone, della santa e del fico fiorone, 1975, di Pupi Avati con Ugo Tognazzi, Paolo Villaggio.
- Pasqualino Settebellezze, 1975, di Lina Wertmüller, con Giancarlo Giannini, Fernando Rey.
- Signore e signori, buonanotte, 1976, di Luigi Comencini, Nanni Loy, Luigi Magni, Mario Monicelli, Ettore Scola con Vittorio Gassman, Nino Manfredi, Marcello Mastroianni, Ugo Tognazzi, Paolo Villaggio, Senta Berger, Adolfo Celi.
- Brutti, sporchi e cattivi, 1976, di Ettore Scola con Nino Manfredi
- Febbre da cavallo, 1976, di Steno con Gigi Proietti, Enrico Montesano, Francesco De Rosa, Catherine Spaak, Mario Carotenuto, Adolfo Celi.
- Un borghese piccolo piccolo, 1977, di Mario Monicelli con Alberto Sordi, Vincenzo Crocitti, Romolo Valli.
- La stanza del vescovo, 1977, di Dino Risi, con Ugo Tognazzi, Ornella Muti, Patrick Dewaere.
- I nuovi mostri, 1977, di Mario Monicelli, Dino Risi, Ettore Scola, con Alberto Sordi, Ugo Tognazzi, Vittorio Gassman, Eros Pagni, Ornella Muti.
- Il gatto, 1977, di Luigi Comencini, con Ugo Tognazzi, Mariangela Melato.
- In nome del Papa Re, 1977, di Luigi Magni con Nino Manfredi.
- La mazzetta 1978, di Sergio Corbucci, con Nino Manfredi, Ugo Tognazzi.
- Il vizietto 1978, di Édouard Molinaro, con Ugo Tognazzi, Michel Serrault.
- Letti selvaggi, 1979, di Luigi Zampa, con Monica Vitti, Michele Placido, Roberto Benigni, Ursula Andress, Laura Antonelli, Orazio Orlando.
- L'ingorgo, 1979, di Luigi Comencini con Alberto Sordi, Marcello Mastroianni, Orazio Orlando, Stefania Sandrelli.
- La terrazza, 1980, di Ettore Scola, con Marcello Mastroianni, Vittorio Gassman, Ugo Tognazzi, Jean-Louis Trintignant, Serge Reggiani, Stefano Satta Flores, Stefania Sandrelli, Carla Gravina, Ombretta Colli, Milena Vukotic, Ugo Gregoretti.
- Sono fotogenico, 1980, di Dino Risi con Renato Pozzetto, Edwige Fenech, Aldo Maccione.
- Café Express, 1980, di Nanny Loy, con Nino Manfredi, Adolfo Celi, Vittorio Caprioli.
- Il vizietto II 1980, di Édouard Molinaro, con Ugo Tognazzi, Michel Serrault.

### Anni successivi
- Il marchese del Grillo, 1981, di Mario Monicelli, con Alberto Sordi, Paolo Stoppa, Flavio Bucci, Caroline Berg, Marc Porel e Leopoldo Trieste
- Camera d'albergo, 1981, di Mario Monicelli, con Vittorio Gassman, Monica Vitti ed Enrico Montesano
- Il conte Tacchia, 1982, di Sergio Corbucci, con Enrico Montesano, Vittorio Gassman, Paolo Panelli, Ninetto Davoli, Lia Zoppelli e Claudio Gora
- Grand Hotel Excelsior, 1982, di Castellano e Pipolo, con Adriano Celentano, Carlo Verdone, Diego Abatantuono, Enrico Montesano, Claudia Mori, Eleonora Giorgi, Tiberio Murgia
- Amici miei - Atto IIº[10], 1982, di Mario Monicelli, con Ugo Tognazzi, Gastone Moschin, Philippe Noiret, Renzo Montagnani, Adolfo Celi, Alessandro Haber e Paolo Stoppa

## Attori
Fra i maggiori interpreti della commedia all'italiana fra gli anni cinquanta e i primi  anni ottanta si segnalano:
- Alberto Sordi
- Marcello Mastroianni
- Vittorio Gassman
- Nino Manfredi
- Ugo Tognazzi
- Totò
- Peppino de Filippo
- Nino Taranto
- Mario Carotenuto
- Vittorio De Sica
- Eduardo De Filippo
- Aldo Fabrizi
- Franco e Ciccio
- Bud Spencer e Terence Hill
- Philippe Noiret
- Jean-Louis Trintignant
- Bernard Blier
- Mario Adorf
- Tomas Milian
- Giancarlo Giannini
- Gigi Proietti
- Gastone Moschin
- Gino Cervi
- Walter Chiari
- Enrico Maria Salerno
- Paolo Villaggio
- Franco Fabrizi
- Aroldo Tieri
- Aldo Giuffré
- Carlo Giuffré
- Michele Placido
- Memmo Carotenuto
- Raffaele Pisu
- Tiberio Murgia
- Leopoldo Trieste
- Gianni Agus
- Stefano Satta Flores
- Renato Salvatori
- Carlo Delle Piane

Fra gli attori che si sono cimentati, spesso giovani debuttanti, nell'ultimo periodo della commedia all'italiana nel fine anni settanta, primi anni ottanta, si ricordano (in ordine alfabetico): 
- Diego Abatantuono
- Roberto Benigni
- Alessandro Benvenuti
- Christian De Sica
- Nanni Moretti
- Massimo Boldi
- Maurizio Nichetti
- Francesco Nuti
- Renato Pozzetto
- Massimo Troisi
- Carlo Verdone

Nel genere di commedia erotica all'italiana degli anni settanta e inizio degli anni ottanta si possono segnalare (in ordine alfabetico):
- Lando Buzzanca
- Lino Banfi
- Bombolo
- Gianfranco D'Angelo
- Pippo Franco
- Renzo Montagnani
- Enrico Montesano
- Alvaro Vitali

Come si è già avuto modo di accennare, a partire dall'inizio degli anni ottanta, la commedia all'italiana ha subito una metamorfosi così importante da rendere persino impropria l'ascrizione al genere di molti film girati successivamente che, pur presentando con essa alcune similitudini, ne differiscono sostanzialmente per temi trattati, ambientazioni e personaggi. A molti degli attori precedentemente segnalati, ancora in vita e in attività, se ne sono affiancati nei decenni successivi altri che, insieme ai primi, possono essere considerati gli ideali prosecutori di una forma di intrattenimento cinematografico, spesso di alto livello qualitativo, erede in qualche modo della commedia all'italiana. Fra questi (in ordine alfabetico):
- Antonio Albanese
- Ennio Fantastichini
- Maurizio Mattioli
- Fabrizio Bentivoglio
- Sergio Rubini
- Leonardo Pieraccioni
- Vincenzo Salemme
- Emilio Solfrizzi

## Attrici
Tra le attrici più attive della vera e propria commedia all'italiana (anni cinquanta - primi anni ottanta), possiamo senz'altro annoverare (in ordine cronologico di nascita): 
- Marisa Allasio
- Florinda Bolkan
- Tina Pica
- Ave Ninchi
- Franca Valeri
- Marisa Merlini
- Gina Lollobrigida
- Silvana Mangano
- Monica Vitti
- Lea Massari
- Sylva Koscina
- Rossana Podestà
- Giovanna Ralli
- Sophia Loren
- Virna Lisi
- Claudia Cardinale
- Maria Grazia Buccella
- Carla Gravina
- Mariangela Melato
- Delia Boccardo
- Catherine Spaak
- Stefania Sandrelli
- Agostina Belli
- Ottavia Piccolo
- Marisa Laurito
- Dalila Di Lazzaro
- Lina Sastri
- Ornella Muti

Nel genere di commedia erotica all'italiana degli anni settanta e inizio degli anni ottanta si possono segnalare (in ordine alfabetico):
- Janet Agren
- Laura Antonelli
- Senta Berger
- Barbara Bouchet
- Corinne Cléry
- Edwige Fenech
- Gloria Guida
- Anna Maria Rizzoli

Fra le principali interpreti femminili delle nuove commedie italiane prodotte a partire dagli anni ottanta, hanno un posto di rilievo (sempre in ordine cronologico di nascita): 
- Laura Morante
- Pamela Prati
- Margherita Buy
- Sabrina Ferilli
- Monica Bellucci
- Valeria Marini
- Claudia Gerini
- Anna Falchi
- Giovanna Mezzogiorno
- Valentina Cervi
- Violante Placido
- Manuela Arcuri
- Laura Chiatti
- Martina Stella